# Сейм Великого княжества Литовского
Сейм Вели́кого кня́жества Лито́вского (Ва́льный сейм) — сословно-представительный орган Великого княжества Литовского в XV — первой половине XVI веков, его можно считать ранней версией современного парламента. Сейм носил аристократический характер. Доминирующее положение имели крупные землевладельцы. После заключения в 1569 году Люблинской унии большинство из тех, кто имел право принимать участие в работе сейма Великого княжества Литовского, получили место в объединённом сейме Речи Посполитой. Сейм был нерегулярным собранием литовской знати, созывавшимся по мере необходимости великим князем или во время междуцарствия литовской Радой (правительством). Встречи обычно длились одну-две недели. Сейм постепенно превратился из собрания наиболее могущественных магнатов в полноценное законодательное учреждение, представляющее всю шляхту. Сейм не был главной политической силой в стране, так как с ним конкурировала Рада. Сейм продолжал собираться и после Люблинской унии, в общей сложности было 40 заседаний и 37 созывов.

## Возникновение
Складывание сейма как сословно-представительного органа имеет корни в вечевых традициях и связано с развитием сословной системы Великого княжества Литовского в XIV—XVI веках. Традиция созыва собраний и съездов представителей привилегированных сословий возникла на местах сбора общеземских собраний. В основе съездов лежало представление о равенстве всех представителей высшего сословия (шляхты), основанное на общем для князей, панов и рыцарства праве на владение землёй на основе рыцарского права. Превращение съездов военнослужилого населения в представительный орган шляхетского сословия произошло на фоне оформления прав им привилегий шляхты, в то же время постановления сейма ограничивали власть великого князя.
Существенное влияние на укрепления власти богатого боярства имело избрание в 1440 году великим князем литовским 12-летнего Казимира Ягеллончика, не способного самостоятельно править в столь юном возрасте. На правление Казимира и его сына Александра пришлось множество государственных советов, в это же время окончательно оформилась рада Великого княжества Литовского (паны-рада), заседания которой в полном составе часто назывались сеймами. Первоначально то, произойдёт ли обсуждение того или иного вопроса в узком кругу советников, или при более широком обсуждении с участием специально приглашённых или приехавших по своему желанию лиц, единолично решал великий князь. Единого мнения о времени превращения совещаний монарха с сановниками в заседания общегосударственного представительного органа нет. В качестве первого вального сейма (conventio generalis или diaeta) Матвей Любавский выделял виленский сейм 1401 года, на котором решался вопрос об унии с Польшей. Современная краковская исследовательница Лидия Корчак полагает таковым витебский съезд 1433 года, на котором князья, паны, рыцарство и мещане составили папе римскому жалобу на великого князя Сигизмунда. Оскар Халецкий называл первыми вальными сеймами виленский съезд января 1446 года, обсуждавший вопрос о возможном избрании великого князя Казимира королём польским, и съезд 1452 года, речь на котором шла о проблеме сохранения Волыни в составе Великого княжества. И, наконец, Николай Максимейко считал первым сейм 1492 года, созванный для избрания великого князя.
В качестве критериев возникновения сейма выделяют появление на заседаниях в качестве советников избранных или назначенных представителей от всего «политического народа», то есть привилегированных сословий, периодичность и регулярность заседаний. Станислав Русоцкий отмечал, что сейм должен был быть органом для консультации великого князя не только с панами-радой, а с представителями всей сословий, в первую очередь шляхетского, при этом выборность или назначаемость представителей, а также наличие или отсутствие деления сейма на палаты, значения не имеет. Все представители должны были быть не столько свидетелями и просителями, сколько советниками, при этом было неважно, что их голос имел куда меньшее значение, чем голос панов-рады. Возникновение общегосударственного сейма связано с появлением проблем, которые великий князь в новых исторических условиях не мог решить без одобрения рыцарства. Так, Матвей Любавский считал, что привилей Казимира 1447 года установил порядок, при котором великий князь был обязан созывать вальный сейм для сбора средств на защиту государства. Согласно гипотезы Николая Максимейко, возникновение общегосударственного в конце XV века сейма было вызвано «военной потребой».
Представители боярства (шляхты) регулярно участвовали в заседаниях сейма начиная с первой четверти XVI века. Также они принимали участие в сеймах 1492 и 1529 годов, созываемых для избрания нового великого князя. Отмечается, что изначально системы представительства не существовало и на съезд приглашались все шляхтичи. Впервые ввести представительство предложил великий князь Сигизмунд Старый, в 1511 году рекомендовавший избрать по два шляхтича от каждого повета. Несмотря на то, что эта практика быстро укоренилась, до реформ 60-х годов XVI века не запрещалось приезжать на сейм и любому шляхтичу. Чаще всего представителями от шляхты избирались поветовые чиновники, обычно хорунжие.

## Право созыва, компетенция и порядок проведения
| Количество заседаний Сейма            | Количество заседаний Сейма | Количество заседаний Сейма |
| Княжение                              | Место                      | Заседаний                  |
| ------------------------------------- | -------------------------- | -------------------------- |
| Казимир IV (1440–1492 годы)           | Вильно                     | 7                          |
| Казимир IV (1440–1492 годы)           | Брест                      | 4                          |
| Казимир IV (1440–1492 годы)           | Гродно                     | 2                          |
| Казимир IV (1440–1492 годы)           | Новогрудок                 | 1                          |
| Александр Ягеллончик (1492–1506 годы) | Вильно                     | 3                          |
| Сигизмунд I (1506–1548 годы)          | Вильно                     | 13                         |
| Сигизмунд I (1506–1548 годы)          | Брест                      | 4                          |
| Сигизмунд I (1506–1548 годы)          | Гродно                     | 1                          |
| Сигизмунд I (1506–1548 годы)          | Новогрудок                 | 1                          |
| Сигизмунд II Август (1548–1564 годы)  | Вильно                     | 3                          |
| Сигизмунд II Август (1548–1564 годы)  | Минск                      | 1                          |
| Всего                                 | Всего                      | 40                         |

Решение о созыве сейма и его составе принималось монархом, исключение составляли сеймы, созванные для избрания великого князя, в период его малолетства или для решения вопросов, касающихся отношений с Королевством Польским или другими государствами. В этих случаях инициатива созыва собрания исходила от панов-рады, назначавших его время и место и готовивших проект решений сейма.
Компетенция вального сейма не была чётко обозначена. Решения принимались по любым вопросам, представленным сейму великим князем или панами-радой. К вопросам, почти всегда решаемым на сеймах, относились избрание монарха, введение новых налогов (в том числе на военные нужды), вопросы войны и мира, а также унии с Польшей. На сеймах великий князь издавал наиболее важные законодательные акты и рассматривал важнейшие судебные дела. Представители земель и шляхты имели право подавать монарху жалобы и просьбы, на которые тот отвечал, проконсультировавшись с членами рады.
Чаще всего сеймы проводились в столице — Вильне, а также в Гродно, Новогрудке, Бресте, Минске и Бельске. Сеймы проводились как в замках, так и площадях городов и специальных открытых площадках. Заседания проходили под руководством маршалка земского, который также объявлял принятые решения и ответы великого князя на просьбы.
В середине XVI века усилилась борьба шляхты за увеличение влияния и расширение политических прав. На полевом (обозном) сейме 1562 года, проходившем под Витебском, шляхта впервые сформулировала свои требования, что положило начала широких реформам политико-правового строя Великого княжества Литовского. В течение нескольких лет были приняты Виленский (1563) и Бельский (1564) привилеи, проведена административная реформа (1565—1566), а также введена новая редакция Литовского статута (1566). Шляхта из военнослужилого населения превратилась в занимавшее господствующее положение в государстве привилегированное сословие — «народ-шляхту». Согласно второй редакции Статута, право ограничение власти монарха перешло от рады к двухпалатному сейму, решающий голос в котором имели представители поветовой шляхты. При этом порядок работы сейма Статутом не оговаривался.
Заседания сейма проходили отдельно по палатам: одна палата состояла из панов-рады, вторая, рыцарская, объединяла шляхты. Как и в Польше, каждая палата обсуждала вопросы отдельно, а затем постановления обеих палат приводились к согласию.

## Состав
В состав вального сейма входили все паны-радные (епископы, воеводы, каштеляны, маршалки земский и дворный, гетман великий, подскарбий земский и другие высшие государственные сановники), отдельные паны и князья, прибывающие по специальным приглашениям, и по два представителя шляхты от каждого повета, избираемые на сеймиках.
Из князей и панов на сеймы приглашались все князья Вишневецкие, Гедройцы, Деречинские, Друцкие, Друцкие-Соколинские, Збаражские, Курцевичи, Лукомские, Олельковичи-Слуцкие, Мосальские, Свирские, Радзивиллы, Ружинские, Сангушки, Чарторыйские, Четвертинские, все паны Воловичи, Глебовичи, Горностаи, Довойны, Завиши, Ильиничи, Кишки, Нарбуты, Остиковичи, Пацы, Соллогубы, Сапеги, Тышкевичи, Хрептовичи и Шеметы.
Сейм носил аристократический характер. Доминирующее положение имели крупные землевладельцы, не получившее шляхетских прав боярство, духовенство и мещанство как отдельные сословия своего представительства не имели. Только в 1568 году мещане Вильны в количестве 2 или 3 бурмистров получили право присутствовать на сейме, но высказываться могли только тогда, когда речь заходила об их городе.